# Oderbrücke Frankfurt (A 12)
Die Oderbrücke Frankfurt ist ein Brückenbauwerk der Bundesautobahn 12 und überspannt bei Frankfurt (Oder) die Oder und das eingedeichte Vorland. Das Bauwerk verbindet das deutsche und polnische Autobahnnetz miteinander. In Fahrrinnenmitte der Oder verläuft die Staatsgrenze zwischen beiden Ländern.

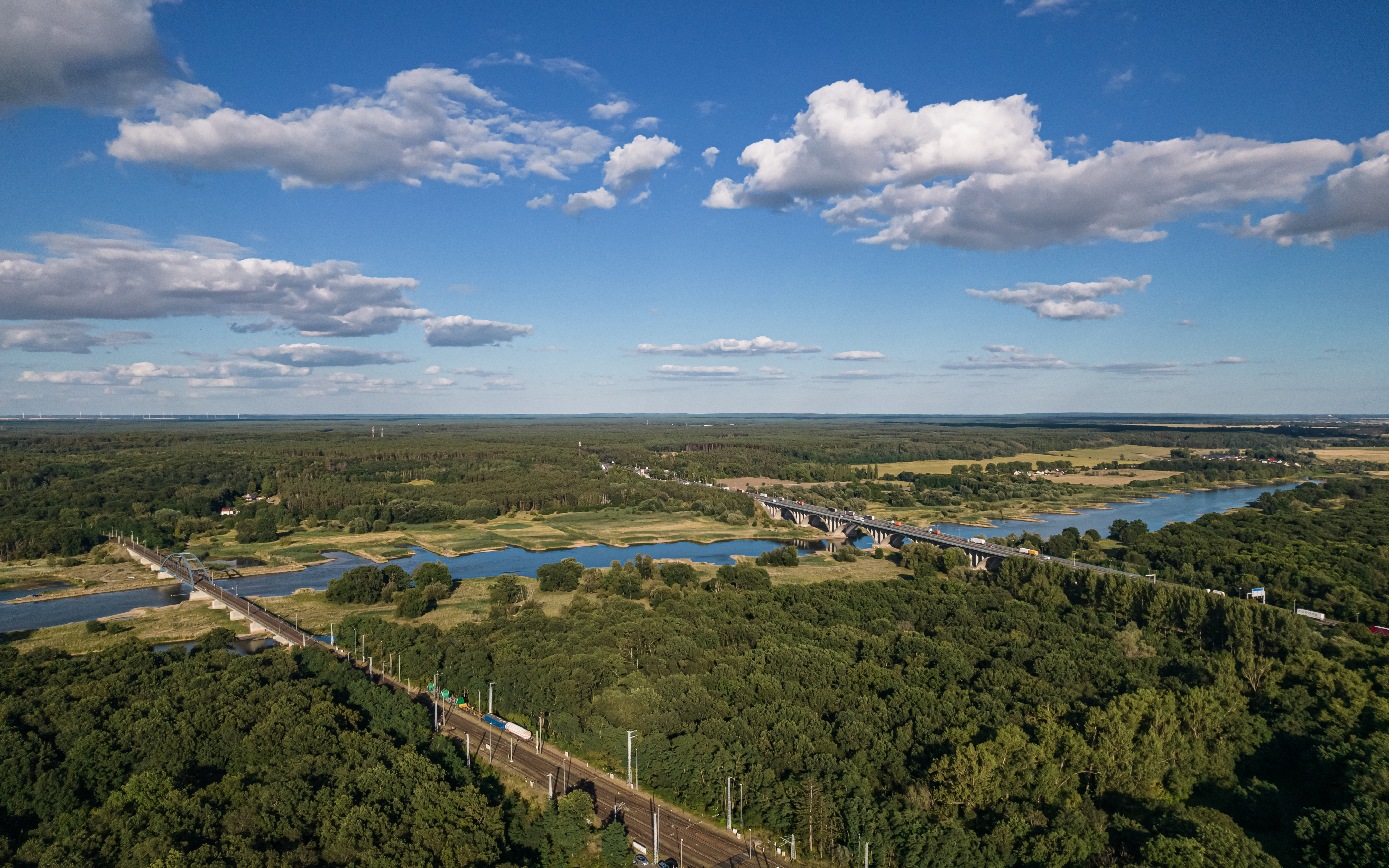
Luftaufnahme der Oderbrücke der A 12 und der Eisenbahnbrücke im Vordergrund

## Geschichte
Am 22. September 1934 begann der Bau der Reichsautobahn zwischen Fürstenwalde/Spree und Frankfurt (Oder). Am 6. August 1937 war der Streckenabschnitt fertiggestellt, am 27. November durchgehend bis Berlin befahrbar. Zum Bau der Oderbrücke als Fortsetzung der Strecke nach Posen kam es aber nicht mehr vor dem Ausbruch des Zweiten Weltkrieges. Das geschah erst ab 1953, bis 1957 wurde die Gründung für zwei Überbauten und der südliche Überbau mit einer Stahlbetonbogenbrücke errichtet. Auf diesem wurde in den folgenden Jahrzehnten der Straßenverkehr über die deutsch-polnische Grenze mit einem Fahrstreifen für jede Fahrtrichtung abgewickelt.
Ein Staatsvertrag zwischen Deutschland und Polen schuf die rechtliche Grundlage zur Wiederaufnahme der Bauarbeiten im April 1993. Eine Arbeitsgemeinschaft aus einem deutschen und einem polnischen Bauunternehmen erhielt den Auftrag zum Ausbau und zur Instandsetzung der Brücke. Der nördliche, neue Überbau wurde 1995 vollendet. Anschließend wurde der südliche Überbau umgebaut und umfangreich instand gesetzt. Am 4. Dezember 1997 übergaben der deutsche Bundeskanzler Helmut Kohl und der polnische Ministerpräsident Jerzy Buzek das Bauwerk dem Verkehr. Die Baukosten betrugen 90 Millionen DM. Im Jahr 2000 wurde der Grenzübergang und somit auch die Brücke von 7.000 Kraftfahrzeugen, davon 45 % Schwerlastverkehr, am Tag befahren. Für 2015 wurden 16.000 Kraftfahrzeuge prognostiziert. Im Jahr 2016 wurden rund 28.000 Kraftfahrzeuge gezählt.

## Konstruktion
Die Stahlbetonbrücke besteht in Längsrichtung aus zwei Teilbauwerken mit je sieben eingespannten Bögen mit lichten Weiten von 53,4 m, 55,8 m, 60,5 m, 68,0 m, 82,3 m, 68,0 m und 62,0 m.
Das 581,22 m lange Bauwerk weist zwei Überbauten mit jeweils zwei Fahrstreifen und einem Standstreifen auf und besitzt für die Fahrbahn Richtung Westen eine 15,25 m und Richtung Osten eine 14,65 m breite Fahrbahnplatte. Diese sind als zweistegige, 1,5 m hohe Plattenbalken ausgeführt, die in Abständen bis zu 8 m mit 7,8 m breite Querscheiben auf den Betonbögen aufgeständert sind. Die Bögen weisen massive, rechteckige, 8,0 m breite Stahlbetonquerschnitte auf, deren Dicke je nach Bogenspannweite im Scheitelpunkt zwischen 0,75 m und 1,15 m sowie im Kämpfer zwischen 1,4 m und 2,3 m variiert. Der Bogen der Nordbrücke über der Stromöffnung wurde mit einem freispannenden Gerüst von 82,3 m Stützweite hergestellt. Bei der Südbrücke von 1957 wurden die Fahrbahnplatte und Ständerscheiben abgerissen und neu aufgebaut.